# البيمارستان المنصوري

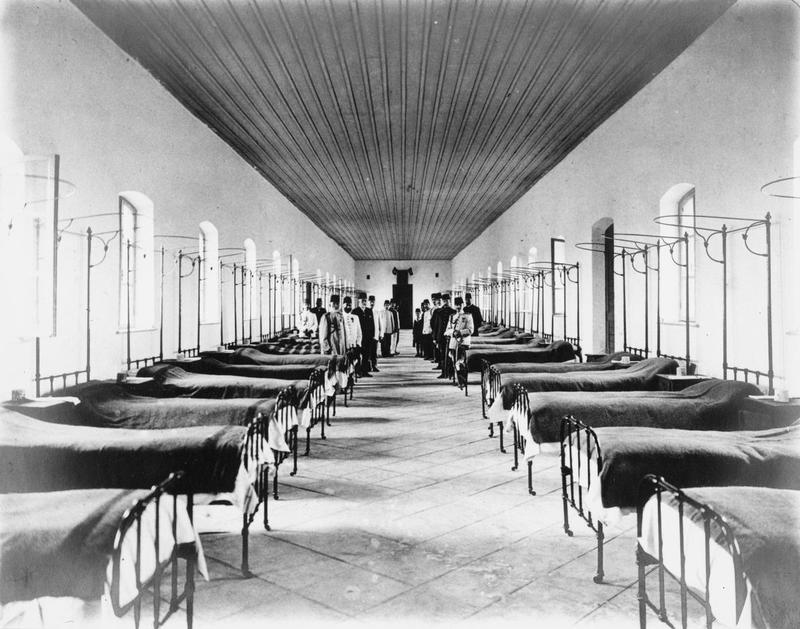
«بيمارستان تبوك» كان يقع على سكة حديد الحجاز.

البيمارستان المنصوري في القاهرة كان أعظم بيمارستان وكلية طبية في تاريخ مصر خلال العصور الوسطى، فقد كلف السلطان المملوكي قلاوون العالم والطبيب ابن النفيس بمهمة إنشاء البيمارستان المنصوري(680هـ.1281م) وعينه رئيساً لهذا البيمارستان، وقد جعل البيمارستان للجندي والأمير والكبير والصغير والحر والعبد والذكور والإناث، ورتب فيه الأطباء والأدوية، وجعل فيه عدداً من الرجال والنساء لخدمة المرضى، وأفراد لكل طائفة من المرضى موضعاً، فقاعة للبرص وقاعة لمرضى الحميات وقاعة لأمراض المعدة. وينقسم إلى قسمين: قسم للرجال وآخر للنساء، وجعل المياه تجري فيه، وأفرد مكاناً لخزن الأدوية، ومكاناً لرئيس الأطباء لإلقاء دروس الطب.
في (683هـ/1284م) بنى الملك المنصور سيف الدين قلاوون البيمارستان المنصوري ضمن مجموعته المعمارية التي لا يزال بعضها قائما في القاهرة، وأدخل فيه كل مبتكر وقد وصفه المقريزي كما وصفه ابن بطوطة؛ كما كتب عنه ابن عبد الظاهر في كتابه «تشريف الأيام» أنه «بيمارستان عظيم الشأن لا تصل همة ملك إلى ابتناء مثله»، وقال عنه ابن شاكر الكتبي في كتابه «فوات الوفيات» إنه «البيمارستان العظيم الذي لم يكن مثله»، وقال القلقشندي في كتابه «صبح الأعشى» إنه «البيمارستان المعروف الذي ليس له نظير في الدنيا». وقد ظل قائما إلى حملة نابليون على مصر في بدايات القرن التاسع عشر ووصفه جومار وصفا مطولا فكتب عنه في كتاب «وصف مصر» أن المريض الواحد في البيمارستان المنصوري في عصور ازدهاره كان يتكلف ديناراً في اليوم، وله في خدمته شخصان كما أن المرضى المصابين بالأرق كانوا ينقلون إلى قاعات منفصلة حيث يستمعون إلى عزف جيد الإيقاع، أو يتولى رواة متمرنون تسليتهم بالحكايات، وفور أن يسترد المريض صحته يتم عزله عن بقية المرضى، ويمنح عند مغادرته للبيمارستان خمس قطع ذهبية. كانت في البيمارستان المنصوري أقسام للرمد والجراحة والأمراض الباطنية، كما كانت فيه قاعة للأمراض العقلية ملحق بها حجرات لعزل الحالات الخطرة، وكان ينقسم إلى جناحين أحدهما للنساء فيه كل ما في جناح الرجال، وكان فيه مدرسة للطب فيها صالة محاضرات زودت بمكتبة.قال عنه محمود الحاج قاسم في كتابه (الطب عند العرب والمسلمين) ص328، 329: أنه كان آية من آيات الدنيا في الدقَّة والنظام والنظافة، وكان من الضخامة بحيث إنه كان يُعَالِجُ في اليوم الواحد أكثر من أربعة آلاف مريض. وقد تحدث أحمد عيسى عنه وعن الكثير ممن تولاه.

## وصف البيمارستان
خطط البيمارستان على طراز المدرسة من صحن تحيط به 4 إيوانات ولم يتبقى حتى هذه الإيوانات غير ثلاثة بحالة سيئة وفيما يلي وصفاً لكل منها:
- الإيوان الجنوبي الشرقي: كان يتكون من مساحة مستطيلة عمقها 13.30 متر واتساعها 7.93 متر وتطل على الدور قاعة الوسطى بعقد (غير موجود حالياً) ويتوسط صدر الإيوان دخله «البازاهتج»، وهي عبارة عن مساحة مستطيلة يبلغ عمقها 3.85 متر واتساعها 6.66 متر ويتوسط صدر هذه الدخلة لوح «الشازروان» الرخامي الذي تنحدر منه المياه إلى حوض من الفسيفساء الرخامي ولم يتبقى من الإيوان نفسه سوى جزء من جدار الضلع الشمالي الشرقي منها، وتعلوه نافذة توأمية أما جدار الضلع الجنوبي الغربي ونافذته فقد اندثر وكان الإيوان ذو سقف خشبي زخارفه على هيئة أحقاق وقباب صغيرة (قصع) ذات ألوان مختلفة ومذهبة وكان أسفل السقف إزار خشبي ما زالت بقاياه قائمة ().
- الإيوان الشمالي الغربي: أزيل معظم هذا الإيوان وهو يشبه تماماً الإيوان السابق المقابل له من حيث الاتساع حيث يبلغ اتساع قمة الإيوان 7.93 متر أما اتساع قمة البازاهتج 6.65 متر وعمقه 3.85 متر وقد هدم جدار هذا الإيوان الجنوبي الغربي والشمالي الشرقي ولم يتبق منهما سوى جزء صغير 1.90 متر ولا يوجد أي بقايا للسقف ().
- الإيوان الشمالي الشرقي: يتقدم هذا الإيوان سقيفة ترتكز على أربعة أعمدة وتمتد بطول الضلع الشمالي الشرقي للدور قاعة وينقسم مدخل الإيوان إلى ثلاثة عقود حدوة الفرس أكبرها أوسطها ويتكأ على زوج من الأعمدة.

وتخطيط هذا الإيوان على شكل حرف T يبلغ امتداد جزئه المستعرض 13.76 متر وعمقه 3.44 متر وينقسم الجزء الرئيسي العمودي على هذا الجناح إلى قسمين يفصل بينهما باب،
- - القسم الأول يفتح الجانب الأيسر منه على ثلاث نوافذ تطل على الحجرة المجاورة والجانب الأيمن كان يفتح به باب (مسدود حالياً).
  - أما القسم الثاني وهو أكثر اتساعاً وينقسم أروقة ثلاث بواسطة بائكتين بكل منها ثلاثة عقود من الآجر ترتكز على أكتاف من الحجر واتساع كل منها 2.90 متر ومن الواضح أن الأكتاف والعقود ترجع إلى عصر متأخر ().
- الإيوان الجنوبي الغربي: وهذا الإيوان غير موجود الآن وقد كان من أكثر الإيوانات اتساعاً ويظهر في تخطيطه ويتوسطه فسقية وقد تعرض هذا الإيوان لتغيرات عديدة ويفتح بصدره باب يتصل بالقاعة التي كانت خلفه ولم يكن بهذا الإيوان بازاهنج وقد أزيل هذا الإيوان تماما وما يحيط به وكذلك ضلع من الإيوان الجنوبي الشرقي وذلك عند البدء في المستشفى الحديث وفتح الطريق المؤدي إلى المستشفى وذلك في سنة 1910م.

كانت الإيوانات السابقة تطل على دور قاعة مكشوفة 32 × 22متر يتوسطها قسقية كبيرة تعلوها قبة تحملها 4 أعمدة من الرخام الأبيض ذات قواعد رخامية مذهبة وأربعة أركان حجر نحيت مرخم ظاهرها بالرخام الأبيض والأزرق والأحمر والكرندازات المنوعة إلى علو صحاف الأعمدة وكان بهذه الدور قاعة 12 باباً تؤدي إلى وحدات البيمارستان المختلفة ().
خطط البيمارستان على طراز المدرسة من صحن تحيط به إيوانات وهو مثال رائع لعمارة البيمارستان وقد عثر به على أفاريز من الخشب كانت مستخدمة في تزيين القصر الغربي الفاطمي ثم استعملت لزخرفة البيمارستان على الوجه الخالي من الزخارف المحفورة وبالواجهة عقود تحملها أعمدة من الرخام وبداخل العقود شبابيك مفرغة لإشكال هندسية بها إفريز مكتوب به اسم قلاوون وألقابه وتاريخ الإنشاء وتنتهي في أعلاها بشرفات مسننة محلاة ومزخرفة وهي ذات تأثر بالعمارة السورية.
وقد كان البيمارستان ينقسم إلى قسمين: أحدهما للذكور والآخر للإناث وكل قسم مقسم إلى عدة أقسام فهناك قسم للأمراض الباطنية وآخر للجراحة وقسم للكحالة (أمراض العيون) وقسم للتجبير كما كان لكل مريض فرش كامل خاص به.
وقد كان البيمارستان أحد أقسام مجمع قلاوون الذي يضم مدرسة وضريح وسبيل وظل هذا البيمارستان يقوم بدوره حتى سنة 1274هـ / 1856م حتى حين اقتصر استخدامه على مرضى العقول ثم نقلوا منه بعد ذلك وأخيراً أقيم به مستشفى الرمد سنة 1314هـ / 1915م () وقد وصف العديد من الرحالة البيمارستان منهم ابن بطوطة المغربي الذي قال: «يعجز الواصف عن محاسنه» في حين وصفه البلوي بأنه «قصر عظيم من القصور حسناً واتساعاً لم يعهد بمثله بقطر من الأقطار»().  و لم يبق من البيمارستان المنصوري سوى بقايا إيوانين: قسم من الإيوان الشرقي به سبيل، وجزء من الإيوان الغربي به سبيل كذلك، كانت تنساب إليه المياه وتخزن في حـوض، ولا يزال استعمال هذا المستشفى (بمبان حديثة) قائماً حتى الآن لعلاج أمراض العيون.

## معرض الصور

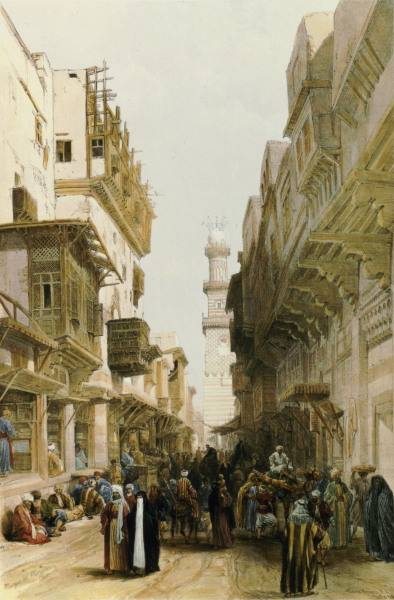
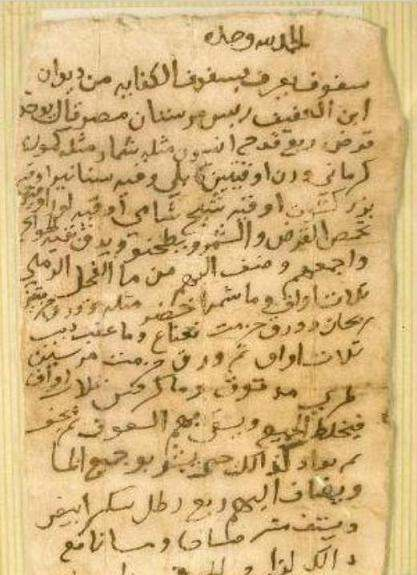
روشتة
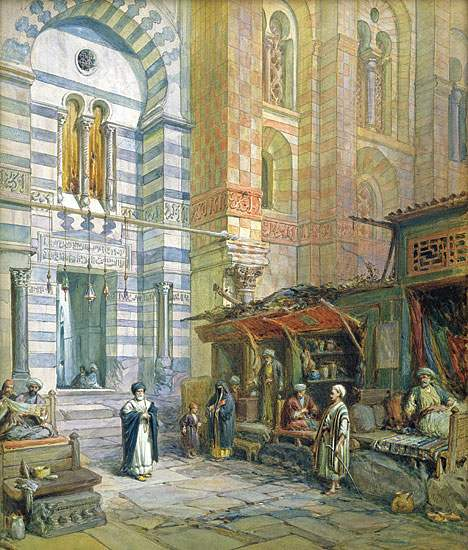
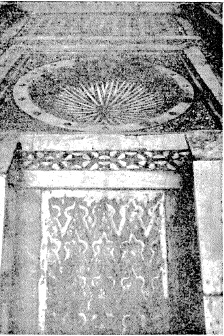
سبيل
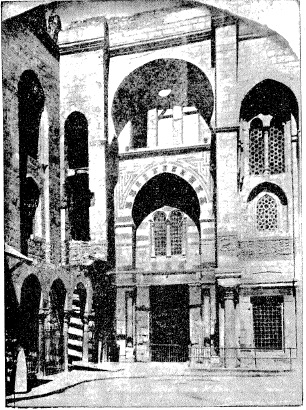
بوابة
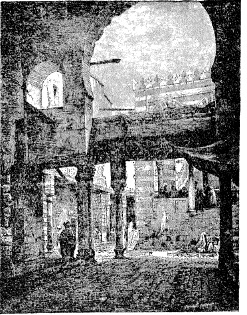
إيوان
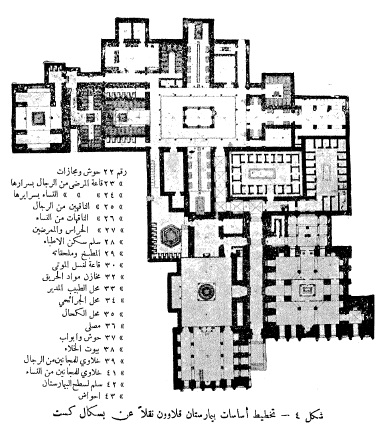
خريطة